# Nastasia Noens

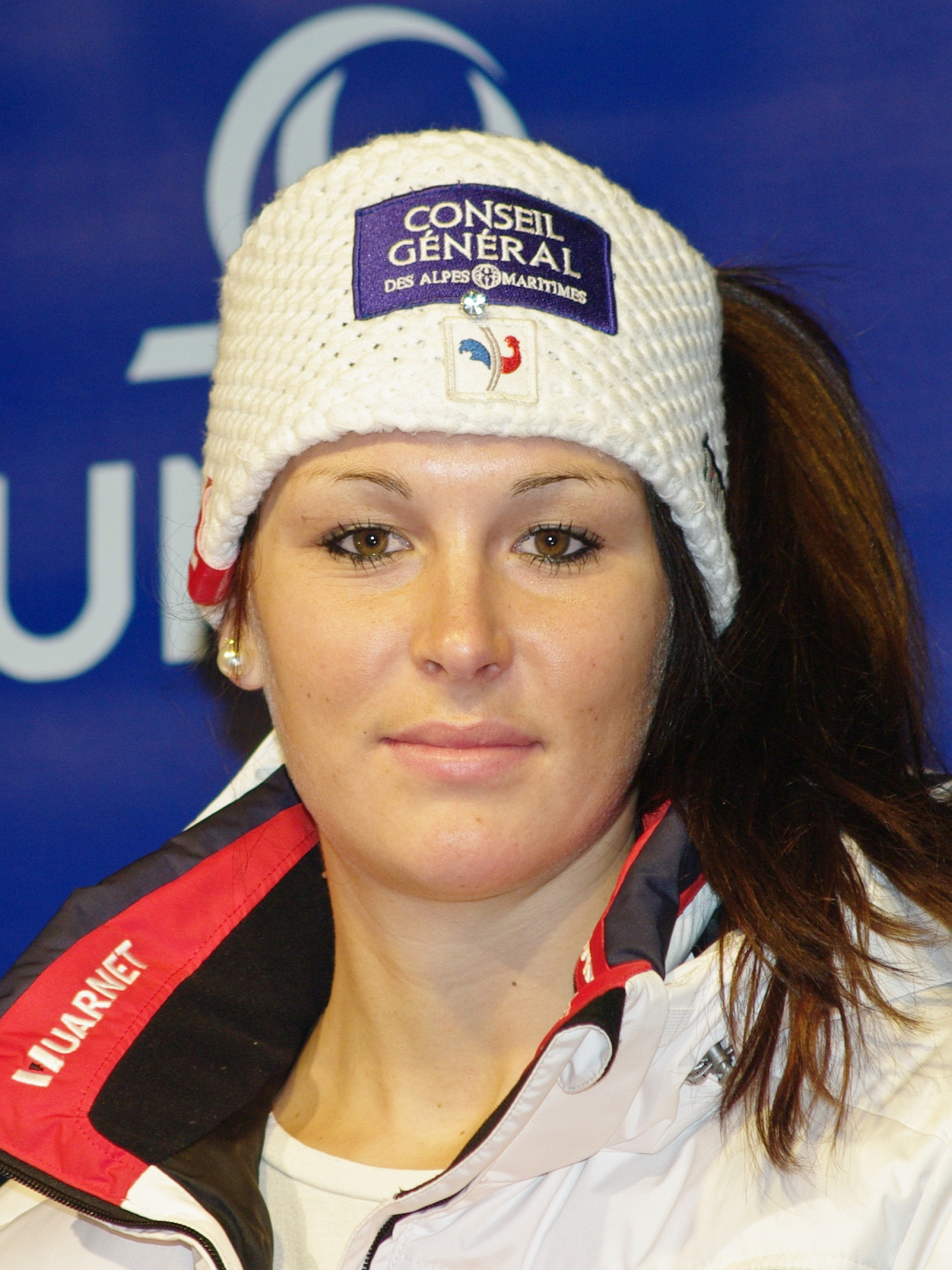
Nastasia Noens

Nastasia Noens nació el 12 de septiembre de 1988 en Niza (Francia), es una esquiadora que tiene 3 podiums en la Copa del Mundo de Esquí Alpino.

## Resultados

### Juegos Olímpicos de Invierno
- 2010 en Vancouver, Canadá
  - Eslalon: 29.ª
- 2014 en Sochi, Rusia
  - Eslalon: 7.ª

### Campeonatos Mundiales
- 2009 en Val d'Isère, Francia
  - Eslalon: 13.ª
- 2011 en Garmisch-Partenkirchen, Alemania
  - Eslalon: 9.ª
- 2013 en Schladming, Austria
  - Eslalon: 19.ª
- 2015 en Vail/Beaver Creek, Estados Unidos
  - Eslalon: 9.ª

### Copa del Mundo

#### Clasificación general Copa del Mundo
- 2006-2007: 122.ª
- 2008-2009: 101.ª
- 2009-2010: 64.ª
- 2010-2011: 24.ª
- 2011-2012: 34.ª
- 2012-2013: 70.ª
- 2013-2014: 42.ª
- 2014-2015: 39.ª

#### Clasificación por disciplinas (Top-10)
- 2010-2011:
  - Eslalon: 8.ª
- 2015-2016:
  - Eslalon: 7.ª